# Sankt-Michael-Kirche (Santiago de Chile)

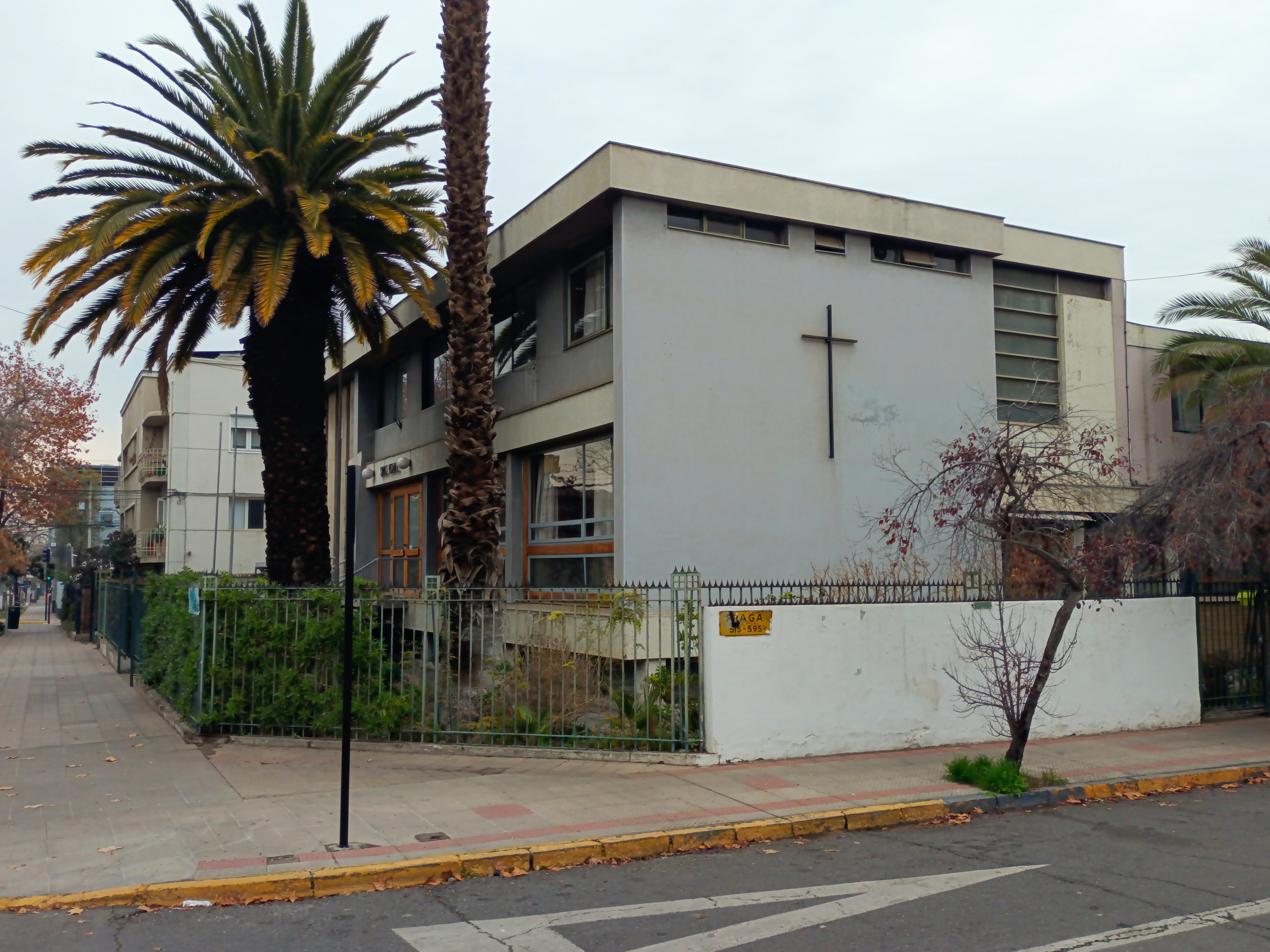
St.-Michael-Kirche zu Santiago de Chile

Die Sankt-Michael-Kirche ist eine modernistische katholische Kirche in der Kommune Providencia, Santiago de Chile. Sie gehört zur deutschsprachigen Kirchengemeinde des Erzbistums Santiago und ist die einzige katholische Kirche in dieser Sprache in der Stadt. Aus diesem Grund wird sie auch „Deutsche Pfarrei Santiago“ genannt.

## Geschichte
Der Ursprung der Kirche geht auf die Ankunft deutscher Einwanderer katholischen Glaubens in der chilenischen Hauptstadt zurück. Auch einige von ihnen kamen direkt aus europäischen deutschsprachigen Ländern wie Deutschland, Österreich und der Schweiz, andere kamen als deutschstämmige Kinder deutscher Auswanderer aus anderen Regionen des Landes und behielten die deutsche Sprache als Mutter- oder Zweitsprache bei.
Seit 1915 gab es katholische Messen im Deutschen Lyzeum Santiago. Das Ziel in dieser Zeit besteht darin, dass Familien deutschsprachiger Herkunft die Sprache und ihre religiösen Traditionen bewahren und dieses kulturelle Erbe an die Kinder der Bildungseinrichtung weitergeben können. Drei Jahre später, 1918, wurde unter der Leitung der Steyler Missionare die erste katholische Gemeinde der Stadt Santiago gegründet. Bis 1925 war die katholische Kirche in Chile die Staatskirche, so dass es für die römisch-katholische Gemeinschaft germanischen Ursprungs keine großen Schwierigkeiten darstellte, sich zu gründen und alle ihre religiösen Aktivitäten normal und ohne Einschränkungen ausüben zu können, im Gegensatz zu den deutschsprachigen chilenischen protestantischen Kirchen, die bis dahin unter gewissen Einschränkungen der Religionsfreiheit litten.
1936 wurde die erste Kapelle der Gemeinde errichtet. Der Bau des Gotteshauses wurde einer Gruppe bayerischer Einwanderer anvertraut, die sich in der Gemeinde Peñaflor niederließen und unter der Leitung von Pater Theodor Ulrich standen.

## Gemeindeleben
Die Gemeinde beteiligt sich ökumenisch an Aktivitäten mit anderen deutschsprachigen Kirchen in der Stadt, beispielsweise den beiden lutherischen Erlöserkirche von Providencia (ILCH) und der Versöhnungsgemeinde Las Condes (IELCH). Der Schutzpatron der Gemeinde ist der Erzengel Michael.
In pädagogischen Belangen leistet die Gemeinde seelsorgerische Dienste für katholische Schüler und Eltern sowie Beratung im katholischen Religionsunterricht an der St.-Thomas-Morus-Schule und der Schweizer Schule Santiago.